# 야마모토 렌 (1997년)
야마모토 렌(일본어: 山本 蓮, 1997년 5월 13일 ~ )는 일본의 축구 선수이다.

## 구단 경력
그는 2016년부터 2020년까지 J리그의 가이나레 돗토리에서 활동하였다.